# Josephine Kulea
Josephine Kulea est une militante féministe kényane qui cherche à protéger les filles mineures de sa région des mutilations sexuelles et du mariage forcé.

## Biographie
Josephine Kulea grandit dans la communauté Samburu où elle échappe à l'exploitation sexuelle par des hommes plus âgés grâce à l'insistance de sa mère pour qu'elle fasse des études loin de sa famille. Après une formation d'infirmière à Nyeri, elle retourne dans sa région natale et commence à sauver des jeunes filles du mariage forcé et des mutilations sexuelles en 2008. Elle commence par ses propres cousines de 10 et 7 ans, faisant arrêter ses oncles grâce à la récente loi kényane qui interdit ces pratiques.
En 2012, elle fonde la Samburu Girls Foundation (SGF), qui intervient pour empêcher les mariages et les mutilations de filles mineures, puis les aide à suivre une éducation secondaire,. La fondation recueille aussi des jeunes filles tombées enceintes à la suite de viols par des hommes de leur famille, dont les bébés n'ont pas le droit de vivre dans le cadre traditionnel. Elle est soutenue par une partie de la communauté Samburu et reçoit parfois l'aide de la police pour interrompre des cérémonies de mariage, mais les anciens défendant les traditions la voient comme une menace. Pour toucher des populations majoritairement analphabètes, elle communique par une émission de radio.

## Reconnaissance
En 2011, l'ambassadeur des États-Unis au Kenya Michael Ranneberger la qualifie d'« héroïne méconnue ». En 2014, Barack Obama la cite dans son Discours à la jeunesse à Nairobi comme une personne qui « lui donne de l'espoir ».